# Pet de llop gris
El pet de llop gris (Bovista plumbea) és una espècie de fong basidiomicot de la família Agaricaceae originari d'Europa i Califòrnia. Pot confondre's fàcilment amb els bolets immadurs de B. dermoxantha, les quals s'uneixen al substrat per una llenca de miceli.

## Descripció
El cos fructificant de l'esporocarp arriba a mesurar d'1.5 a 3.5 cm d'ample, unit al substrat per una llenca de miceli i és esfèric, encara que es comprimeix lleugerament. L'exoperidi és blanc, encara que pot tornar-se camussa al pàl·lid bronzat i minuciosament tomentosos, i algunes vegades, aureolat. En els flocs distants, o desplegats, es produeix la maduració en condicions calentes i seques. Al contrari, les membranes de l'endoperidi són de color de plom grisenca, i s'adhereixen o no a fragments d'exoperidi. Freqüentment, aquests bolets viuen dispersos o agrupats en munts regirats, especialment en l'herba esclarissada. Són comestibles quan són joves i blancs, però es consideren massa petits per a ser ingerits; llur sabor es fa rància quan són vells.

### Espores
Les espores són ovals, de 5.0-6.5 x 4.0-5.5 µm. Tenen parets gruixudes i gairebé llises, amb una gota d'oli al centre, i un peduncle de 7.05 a 11.05 µm. El capilici es compon d'elements individuals —en lloc de branques entrellaçades de parets gruixudes—, flexuoses, amb una disminució de grandària i bifurcació més o menys dicotòmica cap avall, i de color ocra per les reaccions del KOH en la superfície.
Les espores s'alliberen per n petit porus apical. La trama és blanca, però es torna d'un groc brut, oliva-marró i, finalment, de color marró fosca i amb una textura ferma. No obstant això, la subtrama i la base estèril estan generalment absents. La fructificación es produeix durant tota la temporada de bolets.

## Sinonímia
Els sinònims obsolets de B. plumbea inclouen:
- Bovista ovalispora Cooke & Massee 1887
- Bovista plumbea Pers. 1796
- Bovista plumbea var. ovalispora (Cooke & Massee) F. Šmarda 1958
- Calvatia bovista (L.) Pers. 1896
- Lycoperdon bovista Sowerby 1803
- Lycoperdon plumbeum Vittad. 1842